# 3D-laserscanning

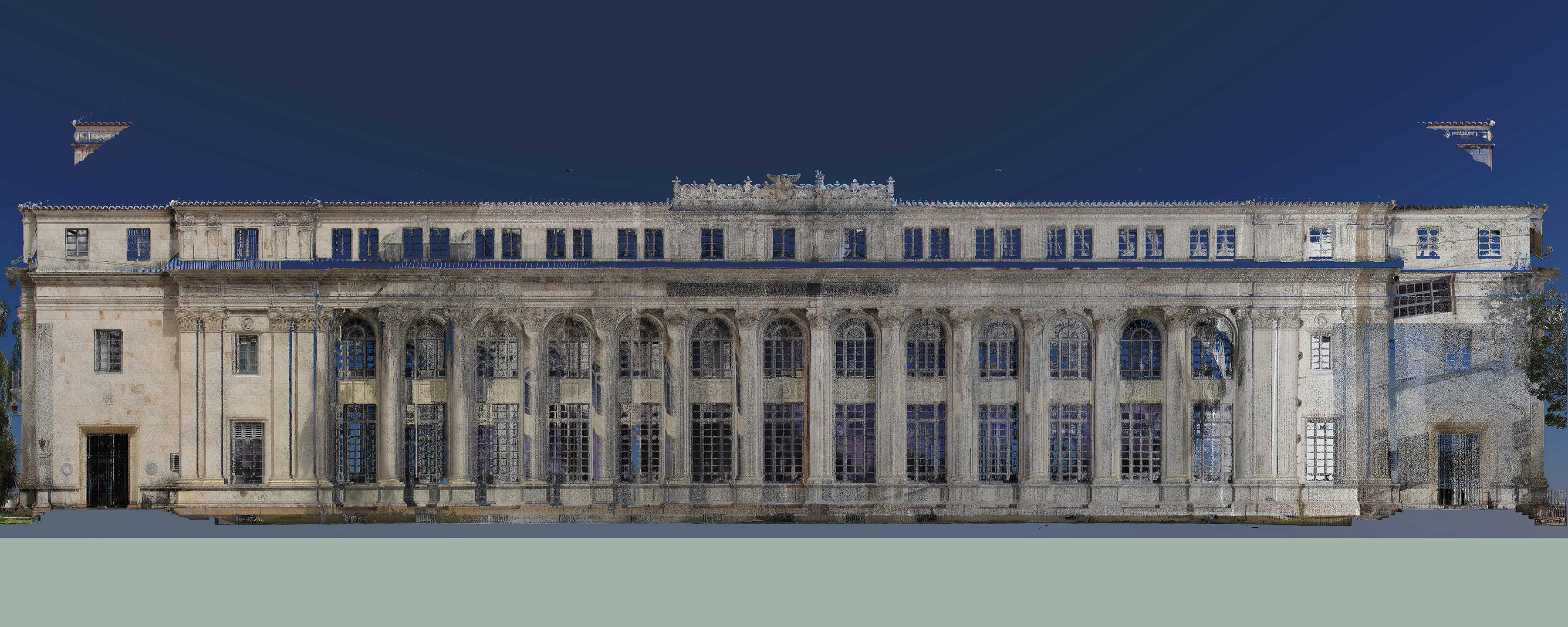
3D-laserscanning-gegevens van het David W. Dyer Federal Building en het United States Courthouse in Miami, Florida

3D-laserscanning (3DLS) is een techniek die wordt toegepast in veel verschillende vakgebieden. Met deze techniek is het mogelijk om bestaande situaties tot in detail vast te leggen. 
Een scanner is een meetinstrument, de meting geschied aan de hand van een laserstraal. De omgeving wordt omgezet in pixels, deze pixels zijn punten die teruggekaatst worden. Dit levert een puntenwolk op van tientallen miljoenen punten, die elk een reflectiewaarde x, y en z hebben.
De meetgegevens van de laser worden verzameld aan de hand van de afstand van het gemeten punt tot de laser. Laserlicht verlaat de zender en weerkaatst op een object waar het verstrooid wordt. Het licht dat terugkaatst wordt, wordt door optische instrumenten opgevangen en gefocusseerd op een diode. 
Inzetgebieden:
- Architectuur
- Civiele techniek
- Automobielindustrie
- Chemische industrie
- Forensisch onderzoek
- Geografisch informatiesysteem

Wenselijk bij:
- Documenteren van veranderingen
- Registreren van bestaande situatie
- Behoefte aan 3D CAD-tekeningen
- Verbouwingen van situatie